# 로아케르
로아케르(이탈리아어: Loacker)는 1926년에 설립된 이탈리아의 웨이퍼, 초콜릿 등 제과 제조 기업이다. 로아커가 판매하는 같은 사양의 제품으로는 한국의 웨하스가 있다.